# Đội tuyển bóng đá quốc gia Việt Nam Cộng hòa
Đội tuyển bóng đá quốc gia Việt Nam Cộng hòa là đội tuyển bóng đá đại diện cho Quốc gia Việt Nam, sau đó là Việt Nam Cộng hòa, thi đấu quốc tế từ năm 1949 đến 1975. Đội tuyển từng hai lần vượt qua vòng loại cúp châu Á (1956 và 1960) và đứng hạng tư ở vòng chung kết, và vô địch SEA Games đầu tiên (năm 1959). Một số cầu thủ nổi tiếng của đội là Đỗ Cẩu, Phạm Huỳnh Tam Lang, Phạm Văn Rạng...

## Thống kê giải đấu

### Đại hội Thể thao châu Á
- Kỳ II: năm 1954, (tại Manila), Việt Nam Cộng hòa không vượt qua vòng loại:
Việt Nam Cộng hòa - Philippines: 3-2
Việt Nam Cộng hòa - Hong Kong: 1-2
- Kỳ III: năm 1958, (tại Tokyo), lần đầu tiên đội vượt qua được vòng bảng và vào tứ kết (giải đấu năm đó chỉ có 14 đội, qua được vòng loại là vào tứ kết, không cần đá vòng 1/8)
Việt Nam Cộng hòa - Pakistan: 1-1
Việt Nam Cộng hòa - Malaysia: 6-1
- Kỳ IV: năm 1962, (tại Jakarta), Việt Nam Cộng hòa đứng thứ 4
Việt Nam Cộng hòa - Ấn Độ: 2-3 (ở trận bán kết)
Việt Nam Cộng hòa - Malaysia: 1-4 (ở trận tranh huy chương đồng)

| Năm       | Kết quả       | St | T | H | B | Bt | Bb |
| --------- | ------------- | -- | - | - | - | -- | -- |
| 1951      | Không tham dự | -  | - | - | - | -  | -  |
| 1954      | Vòng bảng     | 2  | 1 | 0 | 1 | 5  | 5  |
| 1958      | Tứ kết        | 3  | 1 | 1 | 1 | 8  | 5  |
| 1962      | Hạng 4        | 5  | 2 | 0 | 3 | 12 | 8  |
| 1966      | Vòng bảng     | 3  | 1 | 1 | 1 | 2  | 6  |
| 1970      | Vòng bảng     | 2  | 0 | 0 | 2 | 0  | 3  |
| Tổng cộng | Hạng 4        | 15 | 5 | 2 | 8 | 27 | 27 |

Thành tích tốt nhất là năm 1962, đội vào bán kết và xếp Hạng 4 (thua 3-2 trước Ấn Độ ở bán kết, thua 4-1 trước Malaysia ở trận tranh giải ba). Giải đấu năm đó chỉ có 8 đội tham dự, chỉ cần vượt qua vòng loại là được vào bán kết.

### Giải vô địch bóng đá thế giới
- Năm 1974: Vòng loại Giải thế giới, khu vực châu Á
Việt Nam Cộng hòa - Nam Triều Tiên: 0-4
Việt Nam Cộng hòa - Hong Kong: 0-1
Việt Nam Cộng hòa - Thái Lan: 1-0

| Vòng chung kết | Vòng chung kết           | Vòng chung kết           | Vòng chung kết           | Vòng chung kết           | Vòng chung kết           | Vòng chung kết           | Vòng chung kết           |               | Vòng loại     | Vòng loại     | Vòng loại     | Vòng loại     | Vòng loại     | Vòng loại |
| Năm            | Thành tích               | St                       | T                        | H                        | B                        | Bt                       | Bb                       | St            | T             | H             | B             | Bt            | Bb            |           |
| -------------- | ------------------------ | ------------------------ | ------------------------ | ------------------------ | ------------------------ | ------------------------ | ------------------------ | ------------- | ------------- | ------------- | ------------- | ------------- | ------------- | --------- |
| 1958           | Không tham dự            | Không tham dự            | Không tham dự            | Không tham dự            | Không tham dự            | Không tham dự            | Không tham dự            | Không tham dự | Không tham dự | Không tham dự | Không tham dự | Không tham dự | Không tham dự |           |
| 1962           | Không tham dự            | Không tham dự            | Không tham dự            | Không tham dự            | Không tham dự            | Không tham dự            | Không tham dự            | Không tham dự | Không tham dự | Không tham dự | Không tham dự | Không tham dự | Không tham dự |           |
| 1966           | Không tham dự            | Không tham dự            | Không tham dự            | Không tham dự            | Không tham dự            | Không tham dự            | Không tham dự            | Không tham dự | Không tham dự | Không tham dự | Không tham dự | Không tham dự | Không tham dự |           |
| 1970           | Không tham dự            | Không tham dự            | Không tham dự            | Không tham dự            | Không tham dự            | Không tham dự            | Không tham dự            | Không tham dự | Không tham dự | Không tham dự | Không tham dự | Không tham dự | Không tham dự |           |
| 1974           | Không vượt qua vòng loại | Không vượt qua vòng loại | Không vượt qua vòng loại | Không vượt qua vòng loại | Không vượt qua vòng loại | Không vượt qua vòng loại | Không vượt qua vòng loại | 3             | 1             | 0             | 2             | 1             | 5             |           |
| Tổng cộng      |                          | -                        | -                        | -                        | -                        | -                        | -                        | 3             | 1             | 0             | 2             | 1             | 5             |           |

### Các giải bóng đá quốc tế khác

##### Cúp Merdeka
- Kỳ 10, năm 1966: Việt Nam Cộng hòa đoạt cúp. Huấn luyện viên của đội: Karl Heinz Weigang (Đức).

Cúp quân đội Thái Lan
- Năm 1974: Việt Nam Cộng hòa đoạt cúp, khách mời của giải là Pelé, danh thủ bóng đá Brasil, đã chụp hình cùng một vài cầu thủ của đội bóng.[cần dẫn nguồn]

### Cúp bóng đá châu Á
Việt Nam Cộng hòa xếp hạng 4/4 cả hai lần tham gia vòng chung kết Cúp bóng đá châu Á đầu tiên.
- Lần 1: năm 1956 (tại Hong Kong), vòng loại khu vực trung tâm có 5 đội, nhưng 3 đội bỏ thi đấu, Việt Nam Cộng hòa thắng Malaya 7-3 sau 2 lượt để vào vòng chung kết. Tại vòng chung kết:[1]
Việt Nam Cộng hòa - Israel: 1-2
Việt Nam Cộng hòa - Hong Kong: 2-2
Việt Nam Cộng hòa - Nam Triều Tiên: 3-5
- Lần 2: năm 1960 (tại Nam Triều Tiên), vòng loại khu vực trung tâm có 3 đội, Việt Nam Cộng hòa vượt qua vòng loại sau khi thắng Malaya và Singapore. Tại vòng chung kết:[2]
Việt Nam Cộng hòa - Nam Triều Tiên: 1-5
Việt Nam Cộng hòa - Đài Loan: 0-2
Việt Nam Cộng hòa - Israel: 1-5

| Vòng chung kết | Kết quả                  | St                       | T                        | H                        | B                        | Bt                       | Bb                       |               | St            | T             | H             | B             | Bt            | Bb |
| -------------- | ------------------------ | ------------------------ | ------------------------ | ------------------------ | ------------------------ | ------------------------ | ------------------------ | ------------- | ------------- | ------------- | ------------- | ------------- | ------------- | -- |
| 1956           | Hạng 4                   | 3                        | 0                        | 1                        | 2                        | 7                        | 9                        | 2             | 1             | 1             | 0             | 7             | 3             |    |
| 1960           | Hạng 4                   | 3                        | 0                        | 0                        | 3                        | 2                        | 12                       | 2             | 2             | 0             | 0             | 5             | 1             |    |
| 1964           | Không vượt qua vòng loại | Không vượt qua vòng loại | Không vượt qua vòng loại | Không vượt qua vòng loại | Không vượt qua vòng loại | Không vượt qua vòng loại | Không vượt qua vòng loại | 3             | 2             | 0             | 1             | 9             | 7             |    |
| 1968           | Không vượt qua vòng loại | Không vượt qua vòng loại | Không vượt qua vòng loại | Không vượt qua vòng loại | Không vượt qua vòng loại | Không vượt qua vòng loại | Không vượt qua vòng loại | 4             | 2             | 0             | 2             | 4             | 4             |    |
| 1972           | Không tham dự            | Không tham dự            | Không tham dự            | Không tham dự            | Không tham dự            | Không tham dự            | Không tham dự            | Không tham dự | Không tham dự | Không tham dự | Không tham dự | Không tham dự | Không tham dự |    |
| 1976           | Không vượt qua vòng loại | Không vượt qua vòng loại | Không vượt qua vòng loại | Không vượt qua vòng loại | Không vượt qua vòng loại | Không vượt qua vòng loại | Không vượt qua vòng loại | 4             | 0             | 0             | 4             | 1             | 10            |    |
| Tổng cộng      | Hạng 4                   | 6                        | 1                        | 0                        | 5                        | 9                        | 21                       | 15            | 7             | 1             | 7             | 26            | 25            |    |

Trong các năm 1964 và 1968, đội lại tham dự Cúp châu Á. Vòng loại khu vực trung tâm có 4 đội tham gia (năm 1964) và 5 đội tham gia (năm 1968). Đội đều không vượt qua được vòng loại (Hong Kong là đội vượt qua vòng loại trong 2 năm đó).

### Olympic
- Năm 1963: Vòng loại Thế vận hội Tokyo 1964
Việt Nam Cộng hòa - Israel: 0-1 (tại Sài Gòn)
Israel - Việt Nam Cộng hòa: 0-2 (tại Tel Aviv)
Nam Triều Tiên - Việt Nam Cộng hòa: 3-0 (tại Seoul)
Việt Nam Cộng hòa - Nam Triều Tiên: 2-2 (tại Sài Gòn)
- Năm 1968: Vòng loại Thế vận hội Mexico 1968
Việt Nam Cộng hòa - Philippines: 10-0
Việt Nam Cộng hòa - Đài Loan: 3-0
Việt Nam Cộng hòa - Liban: 1-1
Nhật Bản - Việt Nam Cộng hòa: 1-0
Nam Triều Tiên - Việt Nam Cộng hòa: 3-0

### Giải Đông Nam Á
- Kỳ I: năm 1959, (tại Bangkok), Việt Nam Cộng hòa thắng Thái Lan 3-1, nhận huy chương vàng
- Kỳ II: 1961, (tại Yangon), Việt Nam Cộng hòa thua Đội tuyển bóng đá quốc gia Myanmar 1-2 bán kết, được xếp đồng hạng ba.
- Kỳ III: 1965, (tại Kuala Lumpur), Việt Nam Cộng hòa thua bán kết trước Thái Lan với tỷ số 2-0, thắng Malaysia 2-0 tranh hạng ba
- Kỳ IV: năm 1967, (tại Bangkok), Việt Nam Cộng hòa thua Myanmar 0-1, nhận huy chương bạc
- Kỳ V: năm 1969, (tại Rangoon), Việt Nam Cộng hòa bị loại từ vòng bảng.
- Kỳ VI: năm 1971, (tại Kuala Lumpur), Việt Nam Cộng hòa thua Malaysia 2-3 bán kết, hoà Thái Lan trận tranh hạng ba
- Kỳ VII: năm 1973, (tại Singapore), Việt Nam Cộng hòa thua Myanmar 2-3, nhận huy chương bạc

| SEAP Games | Kết quả   | St | T  | H | B | Bt | Bb |
| ---------- | --------- | -- | -- | - | - | -- | -- |
| 1959       | Vô địch   | 4  | 3  | 0 | 1 | 11 | 3  |
| 1961       | Bán kết   | 3  | 1  | 1 | 1 | 8  | 2  |
| 1965       | Hạng ba   | 4  | 2  | 0 | 2 | 8  | 5  |
| 1967       | Á quân    | 3  | 2  | 0 | 1 | 11 | 2  |
| 1969       | Vòng bảng | 2  | 0  | 1 | 1 | 1  | 2  |
| 1971       | Hạng ba   | 4  | 1  | 2 | 1 | 5  | 4  |
| 1973       | Á quân    | 4  | 1  | 1 | 2 | 9  | 7  |
| Tổng cộng  | Vô địch   | 24 | 10 | 5 | 9 | 53 | 25 |

## Thống kê đối đầu
Dựa trên tài liệu của Rec.Sport.Soccer Statistics Foundation (RSSSF), tính cả các trận giao hữu.
| Đội                |       |     |     |           |          |
| Đội                | Thắng | Hòa | Bại | Bàn Thắng | Bàn Thua |
| ------------------ | ----- | --- | --- | --------- | -------- |
| Singapore          | 13    | 5   | 1   | 48        | 26       |
| Thái Lan           | 11    | 3   | 4   | 30        | 21       |
| Liên Bang Malaya   | 6     | 1   | 4   | 29        | 16       |
| Lào                | 5     | 1   | 0   | 24        | 1        |
| Malaysia           | 4     | 6   | 10  | 30        | 42       |
| Hong Kong          | 4     | 2   | 4   | 16        | 12       |
| Philippines        | 4     | 0   | 0   | 25        | 2        |
| Trung Hoa Dân Quốc | 3     | 3   | 4   | 18        | 15       |
| Nhật Bản           | 3     | 0   | 4   | 9         | 12       |
| Ấn Độ              | 2     | 2   | 7   | 8         | 17       |
| Campuchia          | 2     | 1   | 3   | 14        | 14       |
| Indonesia          | 2     | 1   | 9   | 16        | 36       |
| Tây Australia      | 2     | 0   | 1   | 7         | 4        |
| New Zealand        | 1     | 0   | 0   | 5         | 1        |
| Commonweath XI     | 1     | 0   | 0   | 3         | 1        |
| Nhật Bản B         | 1     | 0   | 1   | 3         | 2        |
| Israel             | 1     | 0   | 3   | 4         | 8        |
| Hàn Quốc           | 0     | 7   | 14  | 20        | 48       |
| Myanmar            | 0     | 2   | 10  | 8         | 25       |
| Bangladesh         | 0     | 1   | 0   | 1         | 1        |
| Li Băng            | 0     | 1   | 0   | 1         | 1        |
| Pakistan           | 0     | 1   | 0   | 1         | 1        |
| Kuwait             | 0     | 0   | 1   | 1         | 2        |
| Tây Đức            | 0     | 0   | 1   | 1         | 2        |
| Australia          | 0     | 0   | 2   | 0         | 2        |

| Khu Vực    | Thắng | Hòa | Thua |
| Đông Nam Á | 47    | 20  | 41   |
| Đông Á     | 11    | 12  | 27   |
| Khác       | 7     | 5   | 15   |
| TỔNG       | 65    | 37  | 83   |

Kể từ năm 1970, đội có tỉ lệ số trận thắng so với số trận thua ít hơn trước.

## Danh hiệu

### Châu lục
- Asian Games
  - Hạng bốn (1): 1962
  - Tứ kết (1): 1958

- AFC Asian Cup
  - Hạng tư (2): 1956, 1960

### Khu vực và giao hữu
- Merdeka Cup
  -  Vô địch (1): 1966

- Cúp quân đội Thái Lan
  -  Vô địch (1): 1974

- King's Cup
  -  Hạng 3 (2): 1969, 1971

- SEA Games
  -  Huy chương vàng (1): 1959
  -  Huy chương bạc (2): 1967, 1973
  -  Huy chương đồng (3): 1961, 1965, 1971

- Cúp Quốc Khánh
  -  Vô địch (6): 1961, 1962, 1965, 1966, 1970, 1974
  -  Á quân (2): 1971, 1972